# Metakommunikáció
Metakommunikáció (Etimológia: Gk, meta + L, communicare, tájékoztatni), egy másodlagos kommunikáció arról, hogy egy információdarabot hogyan kell értelmezni. Azon a gondolaton alapul, hogy ugyanaz az üzenet, amelyet eltérő metakommunikáció kísér, jelenthet valami teljesen mást, akár az ellenkezőjét is, lásd például irónia.

## A kifejezés eredete
Gregory Bateson angol-amerikai antropológus–pszichológus nevéhez köthető a kifejezés „kommunikációról szóló kommunikáció” értelemben, amelyet kibővített: „minden cserélt utalás és javaslat  
- a) a kodifikációra, vagy
- b) a kommunikátorok közötti kapcsolatra vonatkozóan”.[2]

A metakommunikáció lehet, támogató vagy ellentmondásos a szóbeli kommunikációval.
Általában azt mondják, hogy Bateson találta ki a  kifejezést, de ő Benjamin Lee Whorfhoz köti. Bateson 1951-ben vetette fel a kifejezés jelentőségét, majd 1956-ban a dolgozta ki a "this is play" című írásában.
Bateson számára egy lényeges tény az volt, hogy minden üzenetnek lehet metakommunikatív eleme, és általában minden üzenet tartalmazott metakommunikatív információt a többi üzenet értelmezéséhez. Nem látott eltérést az üzenet típusában, csak a tartalmában.

## További irodalom
A metakommunikáció mint fogalom tudományágak széles skáláján felmerül. Néhány reprezentatív hivatkozás:
- https://tudasbazis.sulinet.hu/hu/magyar-nyelv-es-irodalom/magyar-nyelv/magyar-nyelv/a-metakommunikacio/a-metakommunikacio-szerepe
- Briggs, C. L. (1984). Learning How to Ask: Native Metacommunicative Competence and the Incompetence of Fieldworkers. Language in Society, 13(1), 1-28.
- Chinyowa, K. C. (2007). Frames of metacommunication in African theatre for development. Studies in Theatre and Performance, 27(1), 13-24.
- Condlin, R. J. (2008). "Every day and in every way we are all becoming meta and meta", or how communitarian bargaining theory conquered the world (of bargaining theory). Ohio State Journal on Dispute Resolution, 23(2), 231-299.
- Frow, J. (2001). Metaphor and Metacommunication in Schizophrenic Language. Social Semiotics, 11(3), 275-287.
- Mateus, S. (2017). "MetaCommunication as Second Order Communication", KOME Journal, Vol.5 (1), pp. 80–90. Available at https://www.academia.edu/33769013/MetaCommunication_as_Second_Order_Communication
- Leeds-Hurwitz, W. (2012). Balancing depth with breadth: A metacomunicative perspective on the ViSA group analysis of common data. Education et Didactique, 6(3), 103-106.
- Rich, M. H., & Craig, R. T. (2012). Habermas and Bateson in a World Gone M.A.D.: Metacommunication, Paradox, and the Inverted Speech Situation. Communication Theory, 22(4), 383-402.
- Sarangi, S. (1998). Beyond Language, Beyond Awareness: Metacommunication in Instructional Settings. Language Awareness, 7(2-3), 63-68.
- Wilce, J. M. (1995). “I can't tell you all my troubles”: conflict, resistance, and metacommunication in Bangladeshi illness interactions. American Ethnologist, 22(4), 927-952.